# Namli
Namli é uma cidade e uma nagar panchayat no distrito de Ratlam, no estado indiano de Madhya Pradesh.

## Geografia
Namli está localizada a 23° 26′ N, 75° 03′ L. Tem uma altitude média de 490 metros (1 607 pés).

## Demografia
Segundo o censo de 2001, Namli tinha uma população de 8 475 habitantes. Os indivíduos do sexo masculino constituem 51% da população e os do sexo feminino 49%. Namli tem uma taxa de literacia de 65%, superior à média nacional de 59,5%: a literacia no sexo masculino é de 77% e no sexo feminino é de 53%. Em Namli, 15% da população está abaixo dos 6 anos de idade.